# 跑道安全
跑道安全涉及减少机场跑道上的事故风险。安全意味着避免飞机的不正确的进入（入侵）、不适当的脱离（偏离）以及由于混乱而误入跑道。跑道状况取决于气象条件、空域安全及跑道现况。

## 跑道事故定义

### 跑道入侵
跑道入侵涉及一架飞机和另一架飞机、车辆或人员。国际民航组织和美国联邦航空局将其定义为“在机场发生的任何涉及飞机、车辆或人员错误地出现在指定用于飞机着陆和起飞的表面保护区的事件”。

### 跑道偏离
跑道偏离仅涉及一架飞机，它以错误的方式脱离跑道。这可能是由于飞行员失误、恶劣天气或飞机故障而发生的。跑道超限是一种飞机在跑道尽头之前无法有效制动的偏移。
与跑道入侵相比，跑道偏离更加常见。根据1995年至2007年间记录的跑道事故记录，其中的96%属于“偏离”类型。

### 跑道误入
跑道误入是指一架飞机使用错误的跑道或滑行道离港或进港，例如新航006、康姆航5191和加航759。

## 跑道安全监测
美国联邦航空管理局每年都会发布一份关于跑道安全问题的年度报告，他们可在FAA的官网下载。报告中讨论了旨在提高跑道安全的新系统，例如机场活动区安全系统和跑道意识和咨询系统。前者勉强阻止了2007年旧金山国际机场跑道入侵事件中的严重碰撞。
在1990年代，联邦航空管理局进行了一项关于民用版3D军用推力矢量的研究，以减少喷气客机发生重大伤亡事故的风险。
一些用于跑道安全的仪器包括仪表着陆系统、低级风切变警报系统 、微波着陆系统、应答器着陆系统以及跑道意识和咨询系统。